# SY Андромеды
SY Андромеды (лат. SY Andromedae) — двойная затменная переменная звезда типа Алголя (EA)* в созвездии Андромеды на расстоянии приблизительно 4418 световых лет (около 1354 парсеков) от Солнца. Видимая звёздная величина звезды — от +12,2m до +10,7m. Орбитальный период — около 34,908 суток.

## Характеристики
Первый компонент — белая звезда спектрального класса A0''. Масса — около 4,53 солнечных, радиус — около 4,85 солнечных, светимость — около 85,849 солнечных. Эффективная температура — около 7981 K.
Второй компонент — оранжевая звезда спектрального класса K1'', или K1III:. Масса — около 2,27 солнечных, радиус — около 10,21 солнечных, светимость — около 34,86 солнечных. Эффективная температура — около 4410 K.